# FA Charity Shield 1926
Lo FA Charity Shield 1926, noto in italiano anche come Supercoppa d'Inghilterra 1926, è stata la 13ª edizione della Supercoppa d'Inghilterra.
Si è svolto il 6 ottobre 1925 al Maine Road di Manchester tra i calciatori professionisti e calciatori dilettanti che giocano in club affiliati alla FA.
A conquistare il titolo sono stati i Dilettanti che hanno vinto per 6-3.

## Partecipanti
| Squadre                      | Partecipazioni precedenti (il grassetto indica la vittoria) |
| ---------------------------- | ----------------------------------------------------------- |
| Inghilterra (dilettanti)     | 4 (1913, 1923, 1924, 1925)                                  |
| Inghilterra (professionisti) | 4 (1913, 1923, 1924, 1925)                                  |

## Tabellino
| Manchester 6 ottobre 1926, ore 15:00 CET                                             | Professionisti | 3 – 6 referto     | Dilettanti | Maine Road (1.500 spett.) |
| \| \| \| \| \| Kail Minter Macey Keeping (aut.) \| Marcatori \| Rawlings Tunstall \| |                |                   |            |                           |
|                                                                                      |                |                   |            |                           |
| Kail Minter Macey Keeping (aut.)                                                     | Marcatori      | Rawlings Tunstall |            |                           |

### Formazioni
| Professionisti: |    |                 |
|                 |    |                 |
| P               | 1  | Tommy Gale      |
| D               | 2  | George Clifford |
| D               | 3  | Michael Keeping |
| C               | 4  | Tommy Magee     |
| C               | 5  | Jimmy Waugh     |
| C               | 6  | George Harkus   |
| A               | 7  | Wally Harris    |
| A               | 8  | David Jack      |
| A               | 9  | Bill Rawlings   |
| A               | 10 | Joe Smith       |
| A               | 11 | Fred Tunstall   |

| Dilettanti: |    |                |
|             |    |                |
| P           | 1  | A.M. Russell   |
| D           | 2  | Frank Twine    |
| D           | 3  | E.H. Gates     |
| C           | 4  | Cartlidge      |
| C           | 5  | William Bryant |
| C           | 6  | F.H. Ewer      |
| A           | 7  | Clifford Tarr  |
| A           | 8  | Edgar Kail     |
| A           | 9  | Wilfred Minter |
| A           | 10 | Frank Macey    |
| A           | 11 | Walter Bellamy |